# Шинкар Олександр Сергійович
Олександр Сергійович Шинкар (рос. Александр Сергеевич Шинкарь; 3 липня 1981, м. Уфа, СРСР) — російський хокеїст, правий нападник. Виступає за «Лада» (Тольятті) у Вищій хокейній лізі. 
Вихованець хокейної школи «Салават Юлаєв» (Уфа). Виступав за: «Сєвєрсталь» (Череповець), СКА (Санкт-Петербург), «Салават Юлаєв» (Уфа), «Торпедо» (Нижній Новгород), «Металург» (Новокузнецьк), «Югра» (Ханти-Мансійськ), «Молот-Прикам'я» (Перм).
Досягнення
- Срібний призер чемпіонату Росії (2003).